# Miljögift

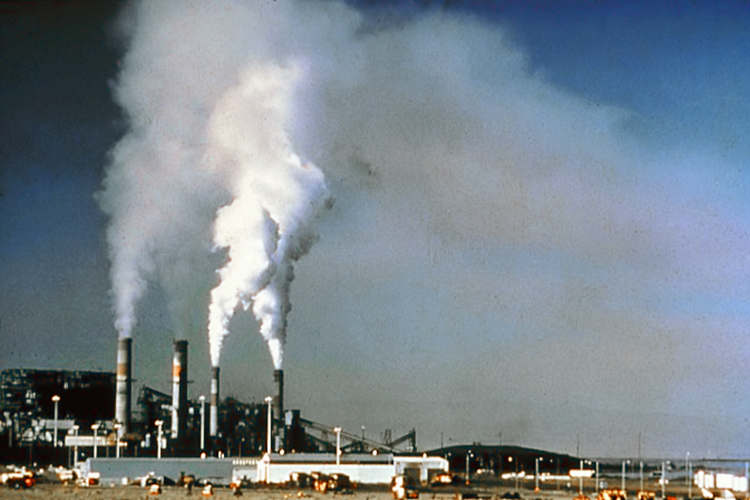
Miljögifter kan spridas via luften.

Miljögifter eller miljöföroreningar är ett samlingsnamn för sådana gifter som har en negativ inverkan på miljön i naturen. Miljögifter skadar organismers funktioner och hälsa. Deras spridningsförmåga kombinerat med deras långsamma nedbrytning gör att miljögifter finns och ansamlas över hela världen.
Större åtgärder för att förhindra spridningen och användandet av miljögifter tog till stor del fart under 1960-talet. Detta brukar attribueras till boken Tyst vår av Rachel Carson som startade en massiv debatt om det relativt outforskade användandet av xenobiotika inom stora delar av samhället. Även idag är stora delar av alla de substanser som används inom olika applikationer i samhället outforskade.
ECHA, european chemicals agency, är den myndighet som genomför EUs kemikalielagstiftning, 
Några kända miljögifter är PCB, DDT, PFAS och tungmetaller som bly, kadmium och kvicksilver.

## Definition
Det är svårt att sätta upp allmänt giltiga regler för att bedöma vilka ämnen som riskerar att ge skador på miljön. Miljögifter har kortsiktigt eller i låg koncentration sällan några direkta skadeverkningar. Problemen uppstår ofta på lång sikt och kan inträffa långt ifrån miljögiftets källa.
Det finns dock några kriterier som, om de är uppfyllda, gör att ämnet kan klassas som långsiktigt skadeverkande.
Ett ämne kan klassas som ett miljögift om det uppfyller någon eller några av följande kriterier:
- Ämnet är främmande för ekosystemet, ett xenobiotika.
- Ämnet är fettlösligt och kan därför ansamlas i levande vävnad.
- Ämnet är stabilt, det vill säga att det inte bryts ned så lätt.
- Ämnet har vidsträckt spridning.
- Ämnet tas upp av levande organismer och anrikas i näringspyramiden, biomagnifikation.
- Ämnet ansamlas via födan i organismens vävnad och koncentrationen ökar med tiden, bioackumulering.

## Typer av miljögifter

### Typer av miljögifter
Man skiljer i huvudsak mellan två olika huvudgrupper av miljögifter:
- naturliga miljögifter - som t.ex. stendamm eller mykotoxin från svampar. Det finns flera djur och växter som bildar gifter för att försvara sig från angrepp m.m.
- konstgjorda miljögifter - skapade av människan och av människan utsläppta i naturen.

Båda typerna kan vara organiska eller oorganiska och finnas i många olika partikelstorlekar. Flera miljögifter är mycket stabila dvs de bryts inte ner eller bryts ner väldigt långsamt. Miljögifter kan även vara fettlösliga/lipofila och lagras och ackumuleras i fett och fettvävnader hos organismer. Andra gifter binder sig till proteiner.

### Organiska föreningar
Organiska föreningar är föreningar som är baserade på kolmolekyler.
- Klorföreningar: freon som användes i kylskåp - DDT insektsmedel - PCB - dioxiner - sukralos
- Bromföreningar: freon - flamskyddsmedel
- Kvicksilverföreningar: metylkvicksilver som orsakar Minamatasjukan.
- Perfluorerade ämnen: Till exempel  PFAS, PFOS eller PFOA som bland annat används i brandskum och skaljackor.
- Alkylfenoler och alkylfenoletoxilater: Används som mjukgörare i textilier och för att minska ytspänning. Är giftiga och kan påverka reproduktionsförmågan hos vissa organismer.

### Oorganiska ämnen och föreningar
Marknära ozon - Ozon är ett naturligt ämne, som när det finns nära marken skadar växter och djur.

### Metaller
Tungmetaller - som exempelvis kadmium, kvicksilver, bly och uran. Dessa är ofta giftiga i större koncentrationer. Dock är ångor farliga. Tungmetaller binds ofta till andra molekyler.
- Kadmium från industriutsläpp och konstgödsel kan anrikas i grödor och leda till itai-itai-byō.
- Kvicksilver i fast form kan sväljas utan att det orsakar förgiftning. Kvicksilver från amalgamfyllningar släpps ofta ut som ångor från krematorier.
- Bly från blyhagel sprids i näringskedjorna och förgiftar änder och svanar.
- Uran i form av så kallat utarmat uran.[4] Används i projektiler för att slå igenom pansarfordon. Sprids i form av damm vid inslaget.

### Icke-metaller
Radon

## Spridning och upptag

### Ursprung

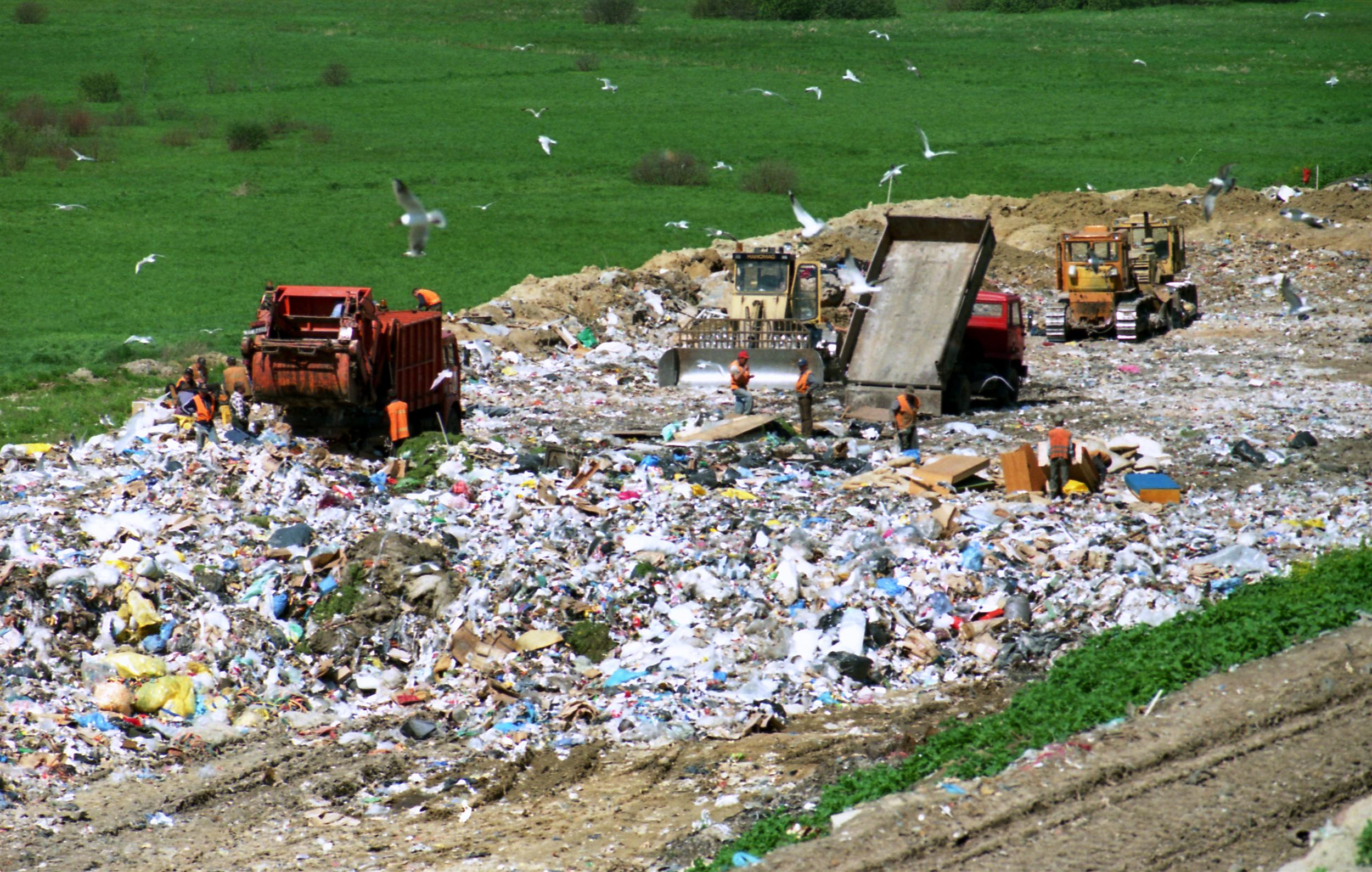
Deponier är i stora delar av världen en viktig källa till utsläpp av miljögifter.

Miljögifter kommer ut i naturen på flertal olika sätt. Man talar ofta om punktutsläpp och diffusa utsläpp. Punktutsläppen är direkta utsläpp från avlopp, skorstenar eller olyckor. Dessa är ofta lätt mätbara, tydliga och oftast betydligt lättare att åtgärda än de diffusa utsläppen. Diffusa utsläpp är de små och stora utsläpp som sker från produkter under hela deras livslängd och som inte är lika direkta. De största problemen har historiskt varit punktutsläpp från industri-, renings-, destruktions- och förbränningsanläggningar. Även diffusa utsläpp från jord- och skogsbruk i form av gödning och bekämpningsmedel har varit betydande källor. Under senare år har betydelsen av de diffusa utsläppen ökat i den industrialiserade världen tack vare reningstekniker hos stora punktkällor.

### Spridning
I och med att de flesta miljögifter är stabila ämnen, kan de transporteras långa sträckor och under lång tid utan att brytas ned. De kan upptäckas i områden som ligger långt ifrån utsläppskällan eller i den direkta närheten. Miljögifter sprids nästan uteslutande via luft, vatten, mark eller biologisk transport.
Ämnen som släpps ut från till exempel industriskorstenar eller andra utsläppskällor på hög höjd, transporteras snabbt med vindarna och kan, särskilt om det gäller molekyler och mycket små partiklar, få en mycket storskalig spridning, innan de når ned till mark och vatten. Ju lättare ett luftburet ämne är, desto längre tid uppehåller det sig i luften och får därför den största spridningen. Spridning med vinden är den troligaste orsaken till att miljögifter kan hittas på annars isolerade platser, som exempelvis Antarktis.
Fettlösliga utsläpp kan bindas till organiska partiklar i jorden. Transporten och spridningen från dessa källor är ofta mycket långsam i näringsrik jord. I näringsfattig jord eller i kombination med försurning kan spridningen ske snabbare. Vissa miljögifter binder sig gärna med metaller i marken och drar ner dessa metallerna till grundvattnet. Det kan resultera i negativa effekter på vårt vatten samtidigt som växternas näring i jorden försvinner. 
Via vattendrag, hav och sjöar kan miljögifterna spridas långa sträckor eller på grund av sin fettlöslighet binda till partiklar och sedimentera på botten. 
Andra miljögifter sprids från organism till organism genom näringskedjan.

### Anrikning av miljögifter (bioackumulering)
Organiska klorföreningar och tungmetaller sprids från art till art. 
Organismer kan inte befria sig från fettlösliga gifter eller gifter som binder till proteiner. När dessa förgiftade organismer i sin tur blir byten för rovdjur "vandrar" gifterna så att säga vidare upp i näringskedjan, så kallad bioackumulering.
Då ett djur måste äta flera gånger sin egen vikt (se näringspyramid) får rovdjuret i sig stora mängder miljögifter. Med tiden ökar därför halten gift tills förgiftningssymtom uppstår.
Genom det kvantitativa förhållandet mellan de olika trofiska nivåerna i en näringspyramid är det lätt att förstå att miljögifter som lagras i biomassan, anrikas uppåt i näringspyramiden. 
Exempel: Anrikningen av DDT efter en insektsbekämpning i Clear Lake (Kalifornien, USA) ledde till en nästintill total utrotning av 500 par av smådopping. Under de följande 20 åren lyckades man rädda ett enda par. I det förorenade vattnet fanns två veckor efter DDT-utsläppet inga spår efter DDT då allt tagits upp av plankton. DDT-koncentrationen blev 250 gånger högre i plankton, 2 000 gånger högre i småfisk, 10 000 hos sik och mal, 12 000 hos abborre, 80 000 högre hos smådopping.
Havsörnen var under en lång tid svårt utrotningshotad på grund av miljögifter och DDT kan ha spelat en roll.
Miljögifter drabbar speciellt fröätande fåglar (växtätare) eller rovfåglar och fiskätare (bland annat toppkonsumenter).

## Effekter av miljögifter
Miljögifter orsakar många olika typer av skador och störningar hos organismer. För det första kan de ge direkta effekter på de enskilda individerna som nås av giftet. Dessa effekter kan antingen vara akuta, vilket innebär att de uppträder redan vid första exponeringstillfället, eller kroniska, vilket betyder att de utvecklas först efter långsam tillförsel, oftast av låga doser. De flesta miljögifter har dock låg toxicitet, vilket gör att de akuta effekterna inte är särskilt vanliga. I gengäld är de kroniska effekterna mycket vanligare. Eftersom många miljögifter är svårnedbrytbara lagras de i kroppen.
För det andra kan miljögifterna indirekt påverka andra organismer än de som ursprungligen blev förgiftade. Förändringar hos de direkt påverkade individerna leder inte bara till förändringar inom den egna populationen utan ger även konsekvenser för andra arter, vilket därmed kan påverka hela ekosystem. Så är ofta fallet med hormonstörande ämnen.
Mycket höga, akuta doser av miljögifter kan direkt döda organismerna.
De olika miljögifterna påverkar olika funktioner hos organismen.

### Effekter på musklerna och nervsystemet
Även små förändringar av musklernas prestationsförmåga och funktioner kan i kritiska situationer avsevärt försämra djurens överlevnadsförmåga. Försämrad muskelfunktion gör till exempel att djuret får det svårt att orka med att hitta föda. Speciellt växtätare är utsatta, och under vinterhalvåret är detta särskilt allvarligt då de redan kan vara svårt att hitta lämplig föda i tillräckliga mängder utan nedsatt prestationsförmåga. Störningar av nervfunktioner är allvarligt och kan, beroende på förgiftningsgraden, vara dödligt.

### Effekter på ämnesomsättningen
Många av de enzymer som medverkar vid ämnesomsättningen innehåller sulfhydrylgrupper som är nödvändiga för enzymaktiviteten. Många metaller har en stark förmåga att reagera med just dessa grupper. Därför är främst tungmetallerna och deras föreningar orsaken till rubbningar av ämnesomsättningen.
Störningar av ämnesomsättningen kan påverka överlevnadsförmågan hos djuren. Till exempel kan förmågan att utnyttja kroppens energireserver försämras, vilket leder till att synteserna som behövs vid produktionen av nya vävnader inte fortgår på ett fullständigt sätt. Tillväxten störs och därigenom även kondition, motståndskraft och konkurrensförmåga. Särskilt unga individer dör när ämnesomsättningen störs.

### Effekter på fortplantningsförmågan
Fortplantningen är tillsammans med tillväxten de funktioner som är mest känsliga för miljögifter. Även vid doser som inte framkallar några direkt synbara symptom brukar just dessa funktioner drabbas hårdast. Störningar av fortplantningen är bland de allra allvarligaste effekterna av miljögifter. Individerna dör nödvändigtvis inte, men då det föds färre ungar skulle störningarna på sikt kunna leda till att populationen dör ut.